# 北九州総合病院
北九州総合病院（きたきゅうしゅうそうごうびょういん）は福岡県北九州市小倉北区にある医療機関。九州最大の規模を誇る病院グループ特定医療法人北九州病院（北九州病院グループ）が運営する病院である。

## 概要
福岡県災害拠点病院、臨床研修指定病院であり、北九州病院グループの中核病院として、唯一グループの中で救命救急センターが併設されている。
この救命救急センターは、北九州市東部（企救）地区における、第三次救急医療実施指定病院としての扱いを受けているため、ここに担ぎ込まれた救急患者は、症状が落ち着くと、二次救急指定の医療機関に転送（院間転送）される。これを日常的に行うことで、救急用ベッド数を確保する努力を続けている。
北九州市が陸上自衛隊城野分屯地跡で整備を進めている“ゼロ・カーボン先進街区（小倉北区東城野町）”に移転することが決まり、2014年3月10日、当時の北九州市長である北橋健治らを招いて地鎮祭を行った。2016年、新築移転した。

## 沿革
- 1959年（昭和34年） - 北九州病院湯川療養所を開設
- 1983年（昭和58年） - 北九州総合病院と改称
- 1995年（平成 7年） - 救命救急センターに指定
- 1997年（平成 9年） - 災害拠点病院に指定
- 2005年（平成17年） - 電子カルテ導入・稼働開始
- 2007年（平成19年） - 日本DMAT(専門災害派遣医療チーム)に指定
- 2016年（平成28年）5月1日 - 小倉南区湯川から小倉北区東城野町に移転

## 診療科等
- 脳神経外科・脳卒中センター
- 内科
- 外科・消化器センター
- 小児科

- 整形外科・脊椎脊髄病センター
- 形成外科
- 産婦人科
- 耳鼻咽喉科

- 泌尿器科
- 放射線科
- リハビリテーション科

## 電子カルテ
高額な費用がかかるため導入する病院が少ない中、医療の質と安全および患者へのサービス向上のため、2005年11月に電子カルテを導入し稼働した。

## 交通アクセス
- JR日豊本線 城野駅下車 徒歩約2分
- 西鉄バス「城野駅前」下車 徒歩約1分

## 関連医療機関

### 北九州病院グループ
- 北九州中央病院
- 北九州八幡東病院
- 北九州湯川病院（2021年3月、北九州総合病院跡地に増改築移転した[2]）
- 北九州安部山公園病院
- 北九州津屋崎病院
- 北九州古賀病院
- 若杉病院
- 北九州小倉病院

### 主要二次救急病院
- 九州労災病院
- 国立病院機構小倉医療センター
- 小倉記念病院
- 健和会大手町病院
- 北九州市立医療センター
- 北九州市立門司病院（現在公設民営）